# 951 TCN
951 TCN là một năm trong lịch La Mã.